# White coat ceremony

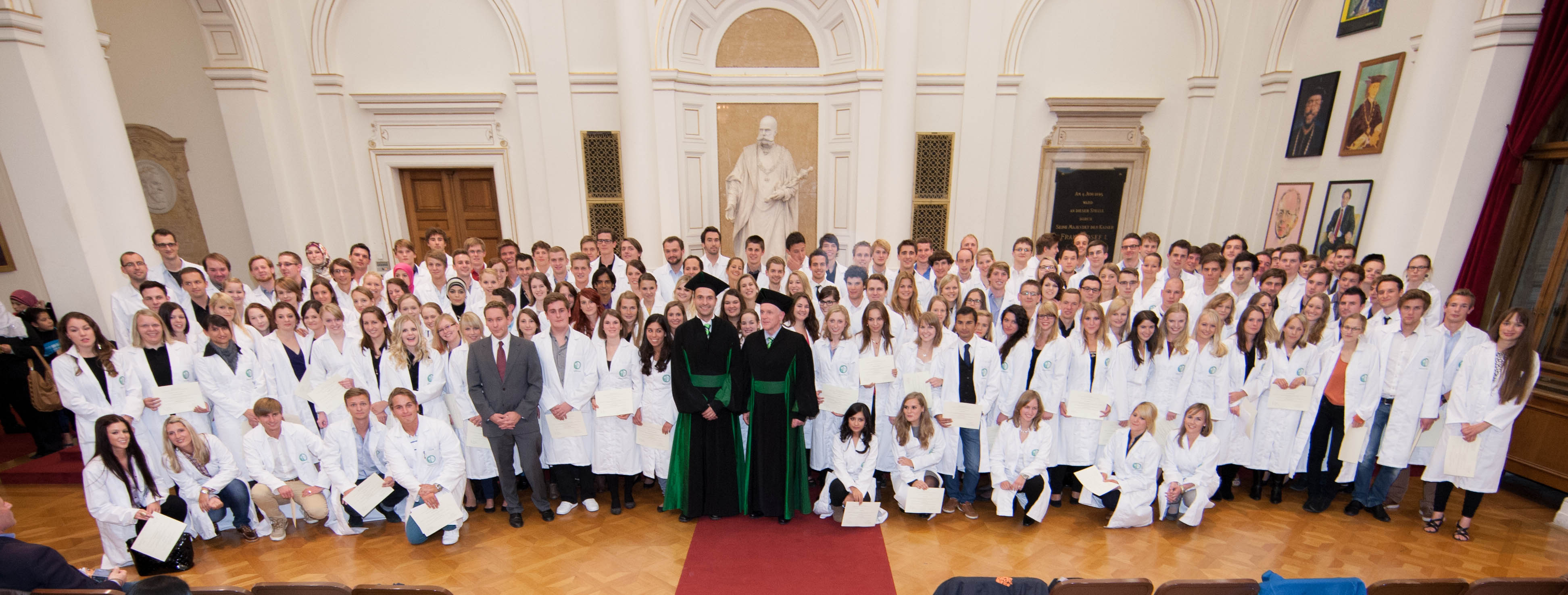
White Coat Ceremony in Graz 2012

Eine White Coat Ceremony (WCC) ist ein verhältnismäßig neues Ritual vor allem in medizinischen Studien auf der ganzen Welt. Typischerweise tragen die Studierenden während oder nach der Festveranstaltung einen Kittel, der als Symbol Namensgeber wurde.

## Beschreibung
Die White Coat Ceremony dient als Übergangsritual für Studierende der Medizin oder verwandter Studien im Gesundheitsbereich. Im Rahmen einer akademischen Feier erhalten die fortgeschrittenen Studierenden nach Ablegung der grundlagenwissenschaftlichen Prüfungen aus Biologie, Chemie, Anatomie etc. in Anwesenheit ihrer Freunde und Familie von einer universitären Respektsperson, meist Rektor, Präsident oder Kanzler einen Kittel und Urkunde verliehen. Teilweise wird im Rahmen der Feierlichkeit den Studierenden ein feierliches Versprechen abgenommen, welches sich an den hippokratischen Eid anlehnt. In Österreich ist aufgrund des Studienabschnittwechsels damit auch der studentische Grad „cand. med.“ verbunden, der allerdings nur dekorativen Charakter hat und lediglich inneruniversitär verwendet wird.
Dabei gibt es generell Unterschiede: während an den meisten Universitäten und Hochschulen im deutschsprachigen Raum der Wechsel von vorklinischen Abschnitt in den klinischen Abschnitt ab dem 4. Studiensemester erfolgt und gefeiert wird, erhalten Studierende wegen des von Grund auf unterschiedlichen Ausbildungssystems an US-amerikanischen Medical Schools den knielangen, herkömmlichen ärztlichen Kittel als Symbol der Zugehörigkeit teilweise schon im 1. Jahr. Nicht zuletzt sind kürzere Klinikkittel für Medizinstudierende in Deutschland und Österreich nicht gebräuchlich.

## Geschichte
Die erste White Coat Ceremony weltweit fand an der Universität von Chicago 1989 statt die erste in ihrer heutigen Form jedoch am Columbia University College of Physicians and Surgeons.
Während über 100 Medical Schools in den USA White Coat Ceremonies durchführen, werden sie in Europa erst seit wenigen Jahren abgehalten. Im Deutschland hielt die Fachschaft der Universität Köln am 13. Oktober 2010 ab. Die erste White Coat Ceremony in Österreich fand am 8. Oktober 2012 an der Medizinischen Universität Graz statt.

## Diskussion
Die White Coat Ceremony erfährt nicht nur Zustimmung. Kritisiert wird insbesondere die quasi-religiöse Bedeutung des Kittels, die den Träger dem medizinischen Stand zugehörig erweist und nicht selten unter den „Göttern in Weiß“ subsumiert wird.
Von Befürwortern werden hingegen Argumente wie ein verstärktes Zugehörigkeitsgefühl zur Universität und zum medizinischen Beruf angeführt. Auch wird diskutiert, ob eine White Coat Ceremony Mitgefühl und Empathie fördern können.